# Санта Севера Норд (Рим)
Санта Севера Норд је насеље у Италији у округу Рим, региону Лацио.
Према процени из 2011. у насељу је живело 538 становника. Насеље се налази на надморској висини од 21 м.